# Rudolf Kubín
Rudolf Kubín (Ostrava, 10 de enero de 1909 - Ostrava, 11 de enero de 1973) fue un violonchelista, compositor y director de orquesta checo.
Después de los estudios de violonchelo y composición en el Conservatorio de Praga, donde fue alumno de Alois Hába y Julius Junek, fue contratado por Radio Praga, Brno y de Ostrava (1929 hasta 1945). En esta última ciudad fundó y dirigió la Orquesta Sinfónica y fue director tanto de la Escuela local superior de Música como del Conservatorio. Consiguió el Premio de Estado en 1952. De 1949 a 1955 fue presidente en Ostrava de la Asociación de los compositores checos y en 1958 fue nombrado director de la Escuela pedagógica musical de la misma ciudad.
Escribió varias óperas, operetas y algunas composiciones en cuartos de tono.